# Imirizaldu
Imirizaldu es un concejo y localidad española del municipio de Urraúl Alto, perteneciente a la Comunidad Foral de Navarra.

## Geografía
La localidad está situada en la merindad de Sangüesa, en la comarca de Lumbier.

## Historia
Hacia mediados del siglo XIX, el lugar, ya por entonces perteneciente a Urraúl Alto, tenía contabilizada una población de 42 habitantes. Aparece descrito en el noveno volumen del Diccionario geográfico-estadístico-histórico de España y sus posesiones de Ultramar de Pascual Madoz con las siguientes palabras:

IMIRIZALDU: l. del ayunt. del valle de Urraul-alto, en la prov. y c. g. de Navarra, part. jud. de Aoiz (2 1/2 leg.), aud. terr. y dióc. de Pamplona (7): sit. en llano á la der. del r. de su nombre: clima frio; reinan los vientos N. y S., y se padecen inflamaciones y catarros. Tiene 5 casas de construccion ordinaria; igl. parr. de entrada (La Purificacion) servida por un abad, de provision del pueblo: los vecinos se surten de las aguas del espresado r. por ser de muy buena calidad y los niños acuden á la escuela de Irurozqui. El térm. que se estiende 1/4 de hora de N. á S. y lo mismo de E. á O., confina N. Arcoiti; E. Eparoz; S. Irurozqui, y O. Ozcoidi, y contiene un monte poblado de robles y buenos y abundantes pastos para ganado lanar y vacuno. El terreno es secano, quebrado y pizarroso, y le atraviesa el r. Elcoaz. caminos: los locales, en mal estado: el correo se recibe de Aoiz por propio. prod.: trigo, cebada, avena y patatas: cria de ganado vacuno, lanar y cabrio: caza de perdices y liebres; pesca de truchas, madrillas y barbos. pobl.: 5 vec., 42 almas. riqueza: con el valle. (V.)
(Madoz, 1847, p. 424)

En 2023, la entidad singular de población tenía empadronados 24 habitantes y el núcleo de población, 18.

## Patrimonio

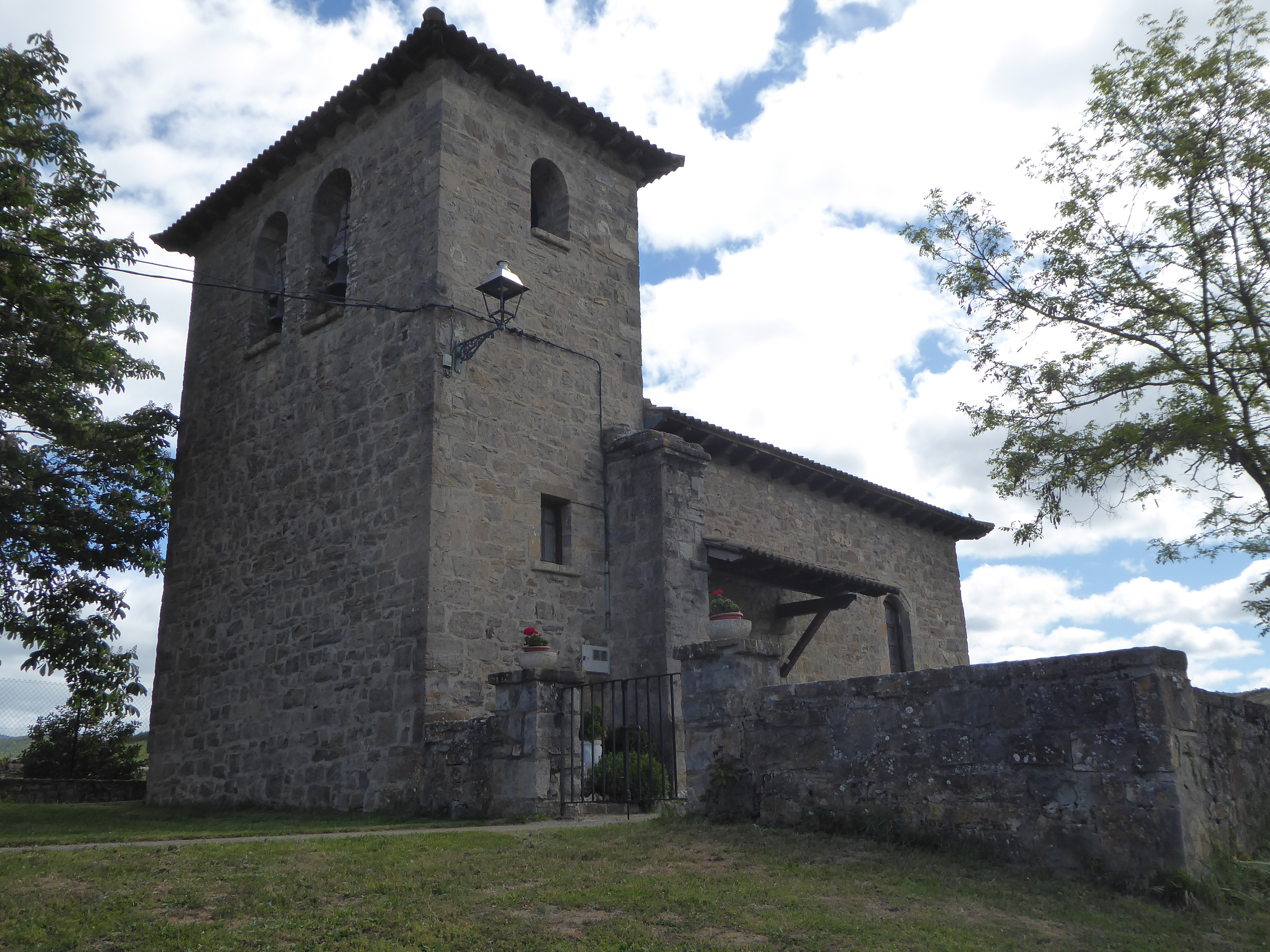
La iglesia de Nuestra Señora del Rosario

Hay en la localidad una iglesia de Nuestra Señora del Rosario.